# Triballi
Triballi var ett thrakiskt–illyriskt folk under antiken, vilket levde i vad som idag är nordvästra Bulgarien.